# Liste des épisodes de Spin City

Ce qui suit est une liste complète des 145 épisodes de la série télévisée américaine Spin City.

## Saison 1:1996-1997
| N° | Épisode                 | Réalisateur             | Scénariste(s)                     | Résumé | Date originale    |
| -- | ----------------------- | ----------------------- | --------------------------------- | --- | ----------------- |
| 1  | La Grève                | Thomas Schlamme         | Gary David Goldberg Bill Lawrence | L'équipe de Michael Flaherty doit faire face à une grève des éboueurs, qui paralyse toute la ville de New York. En outre, le maire a commis une gaffe en insultant par inadvertance les gays, tandis qu'Ashley se pose des questions sur sa relation avec Mike.                                   | 17 septembre 1996 |
|    |                         |                         |                                   | |                   |
| 2  | Le Doute                | Lee Shallat-Chemel (en) | Sarah Dunn                        | Mike est élu "L'homme le plus sexy de New York", ce qui le rend un peu paranoïaque: il a l'impression que toute la ville l'observe, en particulier lorsqu'il est au lit avec Ashley, ce qui lui coupe tous ses effets.                                                                            | 24 septembre 1996 |
|    |                         |                         |                                   | |                   |
| 3  | L'Appartement           | Lee Shallat-Chemel (en) | Bill Lawrence                     | Le dilemme continu de la grève des éboueurs maintient Mike et Ashley trop occupés pour passer le temps ensemble à leur nouvel appartement. | 1er octobre 1996  |
|    |                         |                         |                                   | |                   |
| 4  | Question de fierté      | Lee Shallat-Chemel (en) | Brian Buckner Sebastian Jones     | Quand Mike permet à une journaliste de faire un reportage sur lui, Ashley devient furieuse à la suite d'un commentaire qu'il fait devant la caméra. Mike a toutes les peines du monde à garder le maire hors des complications.                                                                   | 8 octobre 1996    |
|    |                         |                         |                                   | |                   |
| 5  | Les Rivaux              | Lee Shallat-Chemel (en) | Amy Cohen Michelle Nader          | Le maire est accidentellement responsable de la mort de l'un de ses prédécesseurs. Il a alors du mal à cacher ses regrets. | 15 octobre 1996   |
|    |                         |                         |                                   | |                   |
| 6  | Une étoile est née      | Lee Shallat-Chemel (en) | Kirk J. Rudell                    | James prie Mike de bien vouloir se débarrasser du candidat pour l'administration des écoles municipales, qui s'avère être soutenu par le maire. | 22 octobre 1996   |
|    |                         |                         |                                   | |                   |
| 7  | L'Illusion              | Lee Shallat-Chemel (en) | Amy Cohen Michelle Nader          | Carter et Nikki organisent un mariage bidon en signe de protestation contre l'opposition du maire de légaliser les mariages homosexuels. Ashley fait tout ce qu'elle peut pour se voir chargée d'une mission intéressante dans le cadre de son nouveau travail de journaliste télé.               | 29 octobre 1996   |
|    |                         |                         |                                   | |                   |
| 8  | Le Puissant             | Lee Shallat-Chemel (en) | Kirk J. Rudell                    | Michael a besoin de l'aide d'un promoteur immobilier New-Yorkais, mais vu le prix, il se demande si le jeu en vaut la chandelle. Paul a du mal à crier sur tous les toits que le taux de criminalité de la ville a baissé car il vient de se faire dévaliser.                                     | 12 novembre 1996  |
|    |                         |                         |                                   | |                   |
| 9  | Tommy Dugan             | Lee Shallat-Chemel (en) | Tim Hobert                        | Mike apprend à être plus proche du "peuple" le jour où Tommy Dugan gagne le concours "devenez maire d'un jour", en principe réservé aux enfants. Il devient vite le chouchou des médias, ce qui contribue à le rendre rapidement gênant pour l'administration.                                    | 19 novembre 1996  |
|    |                         |                         |                                   | |                   |
| 10 | La Compétition          | Lee Shallat-Chemel (en) | Sarah Dunn                        | Au cours du traditionnel concours de Thanksgiving, l'équipe du maire affronte celle du conseil municipal. Les perdants ont pour gage de chanter devant les journalistes. James, lui, a du mal à rompre avec une petite amie.                                                                      | 26 novembre 1996  |
|    |                         |                         |                                   | |                   |
| 11 | Une après-midi de chien | Lee Shallat-Chemel (en) | Jeff Lowell                       | Afin de rétablir les choses entre le maire et le commissaire de police, Michael prépare un hommage au chien du commissaire, qui vient de mourir. | 10 décembre 1996  |
|    |                         |                         |                                   | |                   |
| 12 | Le Temps des cadeaux    | Lee Shallat-Chemel (en) | Brian Buckner Sebastian Jones     | Trop malade, le maire ne peut se rendre à une interview avec Ashley. Mike doit prendre sa place. | 17 décembre 1996  |
|    |                         |                         |                                   | |                   |
| 13 | La roue tourne          | Lee Shallat-Chemel (en) | Kirk J. Rudell Bill Lawrence      | Mike a rompu avec Ashley, qui a dû partir à Los Angeles pour son travail. | 7 janvier 1997    |
|    |                         |                         |                                   | |                   |
| 14 | Un nouveau départ       | Lee Shallat-Chemel (en) | Jeff Lowell                       | Mike n'apprécie guère son nouveau statut de célibataire. Paul rencontre la présidente de son fan-club, Claudia Sacks. Carter et Stuart se retrouvent dans le même lit, après une soirée où ils ont trop bu.                                                                                       | 14 janvier 1997   |
|    |                         |                         |                                   | |                   |
| 15 | La Chanson              | Lee Shallat-Chemel (en) | Jeff Lowell Tim Hobert            | Mike essaie de rentrer dans les bonnes grâces de la nouvelle chef du bureau du Conseil municipal, mais il est très frustré de se rendre compte que ses tactiques habituelles ne fonctionnent pas sur elle. Pendant ce temps, Paul arrive enfin à conclure avec la présidente de son fan club.     | 28 janvier 1997   |
|    |                         |                         |                                   | |                   |
| 16 | Embrasse-moi, idiot     | Lee Shallat-Chemel (en) | Sarah Dunn                        | Carter retrouve son ex, Spence, qui s'est, pendant ce temps, trouvé une femme avec qui il va se marier, ce qui met Carter très mal à l'aise. | 11 février 1997   |
|    |                         |                         |                                   | |                   |
| 17 | Souvenirs, souvenirs    | Lee Shallat-Chemel (en) | Michelle Nader Amy Cohen          | Mike doit convaincre le maire que danser avec sa maîtresse plutôt qu'avec sa femme en fermeture du bal officiel organisé pour son 50e anniversaire serait un suicide politique. À cette occasion, Paul est d'ailleurs déterminé de recevoir son vieil ami, George Stephanopoulos.                 | 18 février 1997   |
|    |                         |                         |                                   | |                   |
| 18 | Coup de froid           | Lee Shallat-Chemel (en) | Brian Buckner, Sebastian Jones    | Une tempête de neige s'abat sur Manhattan. Mike essaye désespérément d'aller rejoindre une fille qui lui plaît et qui n'est plus en ville que pour un soir. Carter et Stuart sont coincés dans la laverie, pendant qu'un nudiste est abandonné seul et en liberté dans les couloirs de la mairie. | 25 février 1997   |
|    |                         |                         |                                   | |                   |
| 19 | Strip-tease             | Lee Shallat-Chemel (en) | Jeff Lowell, Tim Hobert           | Mike se rend compte que sa petite amie se paie ses études en faisant du strip-tease. | 4 mars 1997       |
|    |                         |                         |                                   | |                   |
| 20 | Malentendus             | Lee Shallat-Chemel (en) | Kirk J. Rudell, Sarah Dunn        | La nouvelle interprète en langage des signes est une incapable, perçue comme une insulte par les sourds. Mike doit négocier avec une représentante de cette communauté qui projette d'organiser une manifestation.                                                                                | 18 mars 1997      |
|    |                         |                         |                                   | |                   |
| 21 | Coup de chaleur         | Lee Shallat-Chemel (en) | Jay Scherick, David Ronn          | L'ancienne petite amie de Mike veut désespérément avoir un bébé, et subtilise donc son sperme. | 1er avril 1997    |
|    |                         |                         |                                   | |                   |
| 22 | Petit Redressement      | Lee Shallat-Chemel (en) | Michelle Nader, Amy Cohen         | Quand le maire a une érection lors d'une conférence de presse, Mike doit trouver une excuse pour éviter le pire. | 29 avril 1997     |
|    |                         |                         |                                   | |                   |
| 23 | Quand le maire s'invite | Lee Shallat-Chemel (en) | Tim Hobert, Kirk J. Rudell        | Mike est n'est pas tout à fait ravi lorsque le maire emménage chez lui après s'être séparé de sa femme. | 6 mai 1997        |
|    |                         |                         |                                   | |                   |
| 24 | Un maire à Miami        | Lee Shallat-Chemel (en) | Brian Buckner, Sebastian Jones    | Le maire se rend à Miami avec Paul pour se remettre de sa séparation. | 13 mai 1997       |
|    |                         |                         |                                   | |                   |

## Saison 2:1997-1998
| N° | Épisode                        | Réalisateur      | Scénariste(s)                  | Résumé | Date originale    |
| -- | ------------------------------ | ---------------- | ------------------------------ | --- | ----------------- |
| 1  | Paulo le fou                   | Andy Cadiff      | Bill Lawrence                  | Mike essaye de séduire l'avocate de la femme du maire. | 24 septembre 1997 |
|    |                                |                  |                                | |                   |
| 2  | Olé, olé !                     | Andy Cadiff      | Jeff Lowell                    | La petite amie de Mike lui cause bien des problèmes. De plus, au bureau du maire, une affaire fait des émules : une chaîne du câble diffuse des films pornographiques. | 1er octobre 1997  |
|    |                                |                  |                                | |                   |
| 3  | Une femme parfaite             | Andy Cadiff      | Jay Scherick, David Ronn       | Après que Mike et Laurie ont couché pour la première fois ensemble, Mike est choqué de se rendre compte que pour une fois, c'est lui qui cherche l'engagement. Pendant ce temps, Stuart tente d'inculquer à James quelques instincts meurtriers pour son nouveau sport : la course en bateau.               | 8 octobre 1997    |
|    |                                |                  |                                | |                   |
| 4  | L'Adieu                        | Andy Cadiff      | Gayle Abrams                   | Mike se rend compte qu'il n'est pas prêt à avoir une simple liaison avec Laurie. Mike embauche une nouvelle assistante, Stacey | 15 octobre 1997   |
|    |                                |                  |                                | |                   |
| 5  | Dans la chaleur du jour        | Andy Cadiff      | Stephen Godchaux               | Alors qu'il faisait du jogging, Carter se fait arrêter dans Central Park. Paul se demande s'il est raciste. | 22 octobre 1997   |
|    |                                |                  |                                | |                   |
| 6  | Radiotages                     | Andy Cadiff      | Kirk J. Rudell                 | À la suite de la publication de son autobiographie, le maire se rend à une séance de dédicaces, mais aucun ne lecteur ne se présente. Le public ne s'intéresse en effet qu'à Drew West, un animateur radio de choc qui attire les foules.                                                                   | 29 octobre 1997   |
|    |                                |                  |                                | |                   |
| 7  | Mike a 30 ans                  | Andy Cadiff      | Michelle Nader, Amy Cohen      | Le jour de son trentième anniversaire, Mike se rend au sommet de l'Empire State Building pour respecter une promesse faite bien des années auparavant. Le maire fait appel à Carter car il pense que son neveu Stephen est gay.                                                                             | 5 novembre 1997   |
|    |                                |                  |                                | |                   |
| 8  | Ma vie est une série télé      | Andy Cadiff      | Tom Hertz                      | Une romance avec un écrivain de soap opéras, va faire de Mike un comédien. La légende écrite sous une photo de Stuart et de Carter va susciter un quiproquo. | 12 novembre 1997  |
|    |                                |                  |                                | |                   |
| 9  | Affaire de famille             | Andy Cadiff      | Brian Buckner, Sebastian Jones | La mère de Mike est venue lui rendre visite et compte rester une semaine. Il en profite pour l'inviter au restaurant avec le maire. | 19 novembre 1997  |
|    |                                |                  |                                | |                   |
| 10 | Allô, maman, bobo              | Andy Cadiff      | Jeff Lowell, Tom Hertz         | Mike doit choisir entre protéger sa mère, Macy et protéger le maire d'un nouveau scandale. | 26 novembre 1997  |
|    |                                |                  |                                | |                   |
| 11 | On achève bien les chevaux     | Andy Cadiff      | Laurie Parres                  | Meg, la fille du maire, avec qui il a des rapports quelque peu tendus, perturbe un rassemblement à Central Parc pour attirer l'attention. | 10 décembre 1997  |
|    |                                |                  |                                | |                   |
| 12 | Le Père Noël a la dent dure    | Andy Cadiff      | Stephen Godchaux, Gayle Abrams | Mike fait tout son possible pour rattraper la situation après que le maire de New York a déclaré publiquement que le Père Noël n'existait pas. | 17 décembre 1997  |
|    |                                |                  |                                | |                   |
| 13 | Même heure l'année prochaine   | Andy Cadiff      | Jay Scherick, David Ronn       | Une fête est organisée dans le manoir du maire afin de célébrer la Saint Sylvestre. Le champagne coule à flots, et provoque certains débordements, surtout pour Mike et Nikki, qui se retrouvent bien embarrassés le lendemain.                                                                             | 7 janvier 1998    |
|    |                                |                  |                                | |                   |
| 14 | Le maire cherche l'inspiration | Andy Cadiff      | Bill Lawrence                  | D'habitude imperturbable, Mike a du mal à résister à la pression au bureau à cause d'éléments perturbants qu'il n'a aucune envie de partager avec son staff : son médecin se demande en effet s'il n'est pas atteint d'un cancer de la prostate.                                                            | 21 janvier 1998   |
|    |                                |                  |                                | |                   |
| 15 | La Triche                      | Andy Cadiff      | Tim Hobert                     | Mike tente de persuader le maire de ne pas se rendre dans un club où les femmes sont interdites. Mais il se retrouve lui-même au club à passer une soirée d'enfer. Pendant ce temps, Stuart s'immisce dans le club de lecture des filles de la mairie, et Paul et James jouent de l'argent à un jeu de rue. | 28 janvier 1998   |
|    |                                |                  |                                | |                   |
| 16 | Sourd comme un pot             | Andy Cadiff      | Jeff Lowell                    | La grand-mère de Stacy accuse Mike de vouloir pousser sa petite-fille à quitter le foyer familial. Mike voit le mauvais sort s'acharner sur lui. | 25 février 1998   |
|    |                                |                  |                                | |                   |
| 17 | Demande en mariage             | Andy Cadiff      | Michelle Nader, Amy Cohen      | Alors que la Saint-Valentin approche, Mike est heureux que son ex, Laurie, revienne dans sa vie. Et lorsque celle-ci découvre la bague de fiançailles que Paul destinait à Claudia, elle est certaine que Mike va la demander en mariage.                                                                   | 4 mars 1998       |
|    |                                |                  |                                | |                   |
| 18 | Un mariage et un enterrement   | Andy Cadiff      | Tom Hertz                      | Alors que Mike hésite sur la date de son mariage, ses collègues imaginent les surprises qu'ils pourraient lui faire. | 11 mars 1998      |
|    |                                |                  |                                | |                   |
| 19 | Pas de bol                     | Andy Cadiff      | Laurie Parres                  | Pour soutenir la campagne anti-drogue du maire, Mike propose à l'équipe de faire un test médical. | 18 mars 1998      |
|    |                                |                  |                                | |                   |
| 20 | Le Lièvre et la Tortue         | Andy Cadiff      | Stephen Godchaux               | Après la visite du Pape à la mairie de New York, le maire veut absolument avoir le même charisme sur les citoyens. Entretemps, Mike est confronté à la religion et Carter veut que Nikki rencontre son meilleur ami.                                                                                        | 1er avril 1998    |
|    |                                |                  |                                | |                   |
| 21 | Un doigt de confusion          | Andy Cadiff      | Brian Buckner, Sebastian Jones | Comme le veut la tradition, une fête d'enterrement de vie de jeune fille et de garçon est préparée pour Claudia et Paul. James s'est fait cambrioler et a la trouille de sortir en rue. Une statue est livrée à la mairie et il s'avère que ce n'est qu'un doigt d'honneur géant.                           | 29 avril 1998     |
|    |                                |                  |                                | |                   |
| 22 | La Magicienne ou le Tigre      | Andy Cadiff      | Gayle Abrams, Kirk J. Rudell   | Mike n'arrive pas à rompre avec sa nouvelle amie, une magicienne qui l'a ensorcelé. Quant à Carter et Stuart, ils ont ouvert un bar gay. | 6 mai 1998        |
|    |                                |                  |                                | |                   |
| 23 | Rat-psodie en Mike mineur      | Carl Lauten (en) | Michael Lisbe, Nathan Reger    | Carter a besoin de trouver un locataire et Mike est bien décidé à exterminer le rat qui se promène dans la mairie. | 6 mai 1998        |
|    |                                |                  |                                | |                   |
| 24 | Le Mariage de Paul             | Andy Cadiff      | Tim Hobert                     | Mike promet de s'occuper du mariage de Paul et Claudia. Mais il se rend compte que l'église est occupée par des funérailles ce jour-là. | 20 mai 1998       |
|    |                                |                  |                                | |                   |

## Saison 3:1998-1999
| N° | Épisode                                 | Réalisateur | Scénariste(s)                    | Résumé | Date originale    |
| -- | --------------------------------------- | ----------- | -------------------------------- | --- | ----------------- |
| 1  | Le Héros du jour                        | Andy Cadiff | Tom Hertz                        | Mike usurpe involontairement la place d'un inconnu qui sauve la vie d'un bébé. Devenu héros local, il a des remords et cherche à rétablir la vérité. Le vieux chien que Carter a récupéré lui conseille de tout confesser. | 22 septembre 1998 |
|    |                                         |             |                                  | |                   |
| 2  | Heidi à tout prix                       | Andy Cadiff | Amy Cohen, Michelle Nader        | Michael a une aventure avec un superbe mannequin, Heidi Klum. Un privilège qui le met malheureusement à la merci de la presse à scandale. | 29 septembre 1998 |
|    |                                         |             |                                  | |                   |
| 3  | Autant en emporte la ventilation        | Andy Cadiff | Stephen Godchaux                 | Michael est frustré de devoir taire sa liaison avec le top model Heidi Klum, au moment même où leur aventure commence à prendre des allures de véritable romance. Pendant ce temps-là, le nouveau ventilateur super puissant de Paul fait des dégâts en dispersant les cendres de tante Sarah, vache sacrée ayant appartenu à la famille de James. | 6 octobre 1998    |
|    |                                         |             |                                  | |                   |
| 4  | Le Faon, le Chien et le Pigeon          | Andy Cadiff | Brian Buckner, Sebastian Jones   | Mike est entrainé dans une partie de chasse, où il tire accidentellement sur un jeune faon. | 13 octobre 1998   |
|    |                                         |             |                                  | |                   |
| 5  | Mike a l'instinct paternel              | Andy Cadiff | Gayle Abrams                     | Mike envisage d'adopter un bébé abandonné à une conférence de presse, ce qui ne fait qu'attiser la passion de Nikki pour celui-ci. Le maire, quant à lui, envisage de prendre rendez-vous chez un psychiatre. | 20 octobre 1998   |
|    |                                         |             |                                  | |                   |
| 6  | Trois hommes et une écolière            | Andy Cadiff | Tim Hobert                       | Le maire et son adjoint se font prendre en otage par une jeune fille armée. Après une nuit de détention, ils sont libérés mais totalement dépouillés. | 27 octobre 1998   |
|    |                                         |             |                                  | |                   |
| 7  | Bonjour beau militaire                  | Andy Cadiff | David S. Rosenthal               | Mike, qui découvre que son ami d'enfance, Nate Scott, a plus de choses en commun avec Carter qu'il n'y paraît, est sous le choc. Pendant ce temps là, Paul enseigne à Stacy l'art de la radinerie. | 3 novembre 1998   |
|    |                                         |             |                                  | |                   |
| 8  | Retours de flamme                       | Andy Cadiff | Jay Scherick, David Ronn         | Lorsque Mike surprend Nikki à parler d'un certain Arthur, petit ami fictif de la jeune femme, il ne peut s'empêcher de lui tendre un piège en l'invitant à dîner le soir-même en compagnie de sa nouvelle conquête. | 10 novembre 1998  |
|    |                                         |             |                                  | |                   |
| 9  | La Chute d'un rein                      | Andy Cadiff | Bill Callahan, Philip Wen        | Jeff Gordon et Jayson Williams, stars du Nascar et des New Jersey Nets, font des promesses à un enfant malade et le maire se sent obligé de surenchérir. Par maladresse, il lui fait don d'un de ses reins. Mais c'est Mike qui est compatible avec Derek Evans (Frankie Muniz). | 17 novembre 1998  |
|    |                                         |             |                                  | |                   |
| 10 | Vive les repas de famille               | Andy Cadiff | Tom Hertz                        | Mike organise le Thanksgiving télévisé du maire. Sont conviés sa famille, ses amis et collègues dont les moindres faits et gestes sont retransmis dans toute la ville. | 24 novembre 1998  |
|    |                                         |             |                                  | |                   |
| 11 | Carnet de bal                           | Andy Cadiff | Kirk J. Rudell                   | Toute l'équipe du maire est en effervescence : il faut préparer le bal costumé de la Mairie de New-York. Afin d'obtenir le vote de Pete, le conseiller municipal, Mike le présente à Stacy. | 8 décembre 1998   |
|    |                                         |             |                                  | |                   |
| 12 | Singeries                               | Andy Cadiff | Stephen Godchaux                 | Le Ghana offre un singe au zoo de Central Park à New York. Pourtant réputé pour être particulièrement intelligent, l'animal exaspère Mike qui décide de le provoquer pour prouver que sa réputation est fausse. Mais il le laisse bientôt s'échapper dans les couloirs de la mairie | 15 décembre 1998  |
|    |                                         |             |                                  | |                   |
| 13 | Taxi maître                             | Andy Cadiff | Tim Hobert                       | Alors que la relation entre Nikki et Arthur semble sur le point de franchir un nouveau tournant, Mike se met en travers de leur route, allant jusqu'à provoquer involontairement une grève de chauffeurs de taxis. | 5 janvier 1999    |
|    |                                         |             |                                  | |                   |
| 14 | L'Adjoint au maire                      | Andy Cadiff | Brian Buckner, Sebastian Jones   | Lorsque les nouvelles toilettes publiques ultramodernes de la ville s'avèrent inaccessibles aux personnes souffrant d'une surcharge pondérale, Mike accepte de se mettre à leur place et de revêtir pour la journée un costume d'obèse. Plus tard, lors d'une vente de charité qui est loin de connaitre le succès attendu par le maire, Mike fera l'expérience douloureuse de la discrimination : défilant au milieu des enchérisseurs, personne ne voudra miser sur lui. | 12 janvier 1999   |
|    |                                         |             |                                  | |                   |
| 15 | Dans la ligne de mire                   | Carl Lauten | Michelle Nader, Amy Cohen        | Le maire s'inquiète pour sa sécurité, lorsqu'il ira inaugurer un quai. | 26 janvier 1999   |
|    |                                         |             |                                  | |                   |
| 16 | Affaires privées                        | Andy Cadiff | Gayle Abrams                     | Nikki est arrêtée pour prostitution lors d'une sortie avec Mike. | 9 février 1999    |
|    |                                         |             |                                  | |                   |
| 17 | Harcèle-moi                             | Andy Cadiff | Tom Hertz                        | James tombe amoureux de Marie, la tante de Stacy. Celui-ci voit là l'occasion de réaliser son fantasme : sortir avec une femme plus âgée. Alors que la passion se déchaine à l'intérieur du bureau, Mike et Nikki décident de tenir leur liaison secrète. | 16 février 1999   |
|    |                                         |             |                                  | |                   |
| 18 | Retour vers le Futur IV                 | Andy Cadiff | David S. Rosenthal               | Mike convainc le maire de nommer Owen Joyce son mentor politique, à la tête du projet des festivités du millénaire de la ville. Mais lorsque Owen affirme qu'il est le Messie, Mike se rend compte que son héros n'a peut-être pas tout à fait le profil requis pour le poste. | 23 février 1999   |
|    |                                         |             |                                  | |                   |
| 19 | Politiquement incorrect                 | Andy Cadiff | David Ronn, Jay Scherick         | Invité à l'émission «Politically Incorrect», le maire révèle, à la plus grande surprise de Mike, un secret politique à l'animateur Bill Maher et aux autres personnes présentes sur le plateau. Pendant ce temps-là, Carter sort avec un boxeur qui ne veut pas dévoiler son homosexualité, et Stacy fait de Paul un véritable mordu des sandwiches à la viande. | 2 mars 1999       |
|    |                                         |             |                                  | |                   |
| 20 | Hollywood, Hollywood                    | Andy Cadiff | Tim Hobert, Gayle Abrams         | Forcé de travailler sur l'Oscar du Dimanche, l'équipe se remémore les meilleurs films. | 16 mars 1999      |
|    |                                         |             |                                  | |                   |
| 21 | La Dernière Tentation de Mike           | Andy Cadiff | J.O.S. Hartung, Clayton Hamilton | Apprenant qu'il est stérile, Paul demande à Mike de donner son sperme pour aider Claudia à devenir maman. Mike accepte, au plus grand désarroi de Nikki, mais sa nuit avec Claudia lui réserve bien des surprises. | 6 avril 1999      |
|    |                                         |             |                                  | |                   |
| 22 | Carter et Stuart et Bennett et Deirdre  | Andy Cadiff | Mike Royce                       | Carter a pris une grande décision : il va rompre avec Bennett. Mais sa jalousie lui joue pourtant des tours, surtout quand Bennett offre à Stuart une place pour un grand match de boxe. | 13 avril 1999     |
|    |                                         |             |                                  | |                   |
| 23 | Deux cerveaux dans l'entourage du maire | Andy Cadiff | Stephen Godchaux, Kirk J. Rudell | Un article consacré à Mike en première page du New York Times donne en fait la vedette à Carter, ce qui n'est pas sans créer une certaine tension entre eux. Angoissé à l'idée de devoir garder le secret sur la liaison entre Mike et Nikki, James est victime d'une éruption cutanée virulente. | 4 mai 1999        |
|    |                                         |             |                                  | |                   |
| 24 | La Bourse ou le Vice                    | Andy Cadiff | Philip Wen, Bill Callahan        | Mike tente d'inculquer à James des rudiments de responsabilité financière. Mais quand James choisit d'investir dans des valeurs Internet, Mike ne joue pas le jeu. Le cours de l'action se met à flamber. | 11 mai 1999       |
|    |                                         |             |                                  | |                   |
| 25 | Klumageddon (1/2)                       | Andy Cadiff | Kirk J. Rudell                   | Heidi Klum est engagée par le maire pour l'aider à promouvoir sa nouvelle campagne de protection des droits des animaux. Mais la présence de Mike à ses côtés réveille en elle un désir bestial. | 18 mai 1999       |
|    |                                         |             |                                  | |                   |
| 26 | Klumageddon (2/2)                       | Andy Cadiff | Bill Callahan, Philip Wen        | Heidi Klum est bien décidée à mettre fin à l'idylle de Mike et de Nikki, laquelle, à la suite d'un malentendu, est convaincue que Mike est prêt à la plaquer. | 25 mai 1999       |
|    |                                         |             |                                  | |                   |

## Saison 4:1999-2000
| N° | Épisode                                       | Réalisateur        | Scénariste(s)             | Résumé | Date originale    |
| -- | --------------------------------------------- | ------------------ | ------------------------- | --- | ----------------- |
| 1  | Un dur réveil                                 | Andy Cadiff        | Tom Hertz                 | Décidément, tout se ligue contre Mike : non seulement il doit justifier la présence d'Heidi dans son appartement, mais il se voit également contraint de recruter quelqu'un pour organiser la campagne du Maire aux élections sénatoriales. | 21 septembre 1999 |
|    |                                               |                    |                           | |                   |
| 2  | Rivalité                                      | Andy Cadiff        | Stephen Godchaux          | Paul est inquiet depuis qu'il a entendu que Caitlin désire s'installer à son bureau. Finalement, cette dernière investit le bureau de Mike. Mais celui-ci a d'autres problèmes : Nikki a décidé de rompre. | 28 septembre 1999 |
|    |                                               |                    |                           | |                   |
| 3  | L'Équipe du maire dans le collimateur         | Andy Cadiff        | Jon Pollack               | Depuis que le maire a commencé sa campagne nationale, Caitlin a renforcé la sécurité et a mené une enquête sur le passé de tous les membres du personnel. Mike lui demande alors de consulter les dossiers personnels de Caitlin. Mais celle-ci refuse. Mike, Carter et Stuart décident donc de forcer la porte de son bureau.                                | 5 octobre 1999    |
|    |                                               |                    |                           | |                   |
| 4  | Le maire retourne à l'école                   | Andy Cadiff        | Tad Quill                 | Mike tente une nouvelle fois de reconquérir Nikki, sans succès. Afin de prouver son intérêt pour le système éducatif, le maire accepte de passer un examen (équivalent du BEPC). | 12 octobre 1999   |
|    |                                               |                    |                           | |                   |
| 5  | Un fauteuil pour deux                         | Andy Cadiff        | Jay Scherick, David Ronn  | Caitlin accorde une interview à un magazine gay mais ses propos sur Mike et le maire sont déformés. De son côté, Paul se voit refusé l'entrée aux toilettes de la mairie après une dispute. | 19 octobre 1999   |
|    |                                               |                    |                           | |                   |
| 6  | J'y vais ou j'y vais pas ?                    | Andy Cadiff        | Tom Hertz                 | Mike et Caitlin se voient dans l'obligation de coopérer pour convaincre le maire de participer à la campagne sénatoriale. Carter vit le parfait amour avec un noir millionnaire. | 2 novembre 1999   |
|    |                                               |                    |                           | |                   |
| 7  | Le Grand Débat                                | Andy Cadiff        | Jill Cargerman            | Mike jette son dévolu sur Lindsay Shaw, donatrice politique pour aider la campagne sénatoriale du maire, qui est en faillite. Pourtant, sa hâte involontaire va avoir un effet contraire : Lindsay renonce à aider et se présente contre le maire. | 9 novembre 1999   |
|    |                                               |                    |                           | |                   |
| 8  | Le Maire au fond du trou                      | Andy Cadiff        | Christopher Case          | Paul participe au jeu Qui veut devenir millionnaire ? Il gagnera le million. Pendant ce temps, Mike et Caitlin décident de fixer des règles pour gérer tour à tour les semaines du maire, qui s'est retrouvé au fond d'un puits. | 16 novembre 1999  |
|    |                                               |                    |                           | |                   |
| 9  | Le maire invite tout le monde à la campagne   | Andy Cadiff        | Richard Day               | Toute l'équipe du maire se retrouve à la campagne pour fêter Thanksgiving avec le Sénateur. Ce dernier est persuadé que Mike et Caitlin forment un couple parfait. | 23 novembre 1999  |
|    |                                               |                    |                           | |                   |
| 10 | Le portier sonne toujours deux fois           | Andy Cadiff        | Tim Hobert                | Après que le maire a exprimé ses doutes au sujet de ses aptitudes, Mike tente de lui prouver qu'il a tort en traitant avec une association de portiers. Grâce à ses gains de jeu, Paul ouvre un restaurant à thème politique. | 30 novembre 1999  |
|    |                                               |                    |                           | |                   |
| 11 | La Belle Décapotable                          | Carl Lauten        | Jay Scherick, David Ronn  | Quand Mike accuse Caitlin d'être «Miss parfaite», elle accepte de monter dans le cabriolet du maire pour une petite promenade romantique. James engage Deirdre comme nouvelle assistante de Mike, mais il a peur d'être obligé de la licencier sur ordre de ce dernier.                                                                                       | 7 décembre 1999   |
|    |                                               |                    |                           | |                   |
| 12 | Mon diner avec Caitlin                        | Andy Cadiff        | Bill Callahan, Philip Wen | Mike invite Caitlin à sa soirée de Noël. Lorsqu'elle accepte, il pense qu'une relation intime pourrait s'offrir à lui, aussi annule-t-il la soirée pour rester seul avec elle. Mais lorsqu'elle arrive à la soirée avec son propre cavalier, Mike doit se dépêcher de trouver des invités pour remplir la maison.                                             | 21 décembre 1999  |
|    |                                               |                    |                           | |                   |
| 13 | Les Deux Sœurs                                | Andy Cadiff        | Jon Pollack               | Mike se sent attiré par la sœur de Caitlin. Mais elle a un défaut : elle n'est pas Caitlin. Le maire demande à Mike de lui trouver une accompagnatrice pour assister à une conférence. | 12 janvier 2000   |
|    |                                               |                    |                           | |                   |
| 14 | Casino                                        | Andy Cadiff        | Tim Hobert                | Une machine à sous est livrée à la mairie sur ordre du maire, qui a décidé de favoriser le jeu. Mike cherche à redorer son image de personne aimant les enfants. James souffre d'une rage de dent, et en pince pour Muriel, la nouvelle préposée au courrier.                                                                                                 | 2 février 2000    |
|    |                                               |                    |                           | |                   |
| 15 | L'Ex-mari de Caitlin                          | John Fortenberry   | Tad Quill                 | Mike engage un réalisateur pour filmer la campagne publicitaire du maire. Ce dernier se trouve être l'ex-mari de Caitlin. Le tournage tourne à la catastrophe et Mike décide de le virer. | 9 février 2000    |
|    |                                               |                    |                           | |                   |
| 16 | Le Vote du troisième âge                      | Andy Cadiff        | Tom Hertz                 | Pour étouffer un mouvement de mécontentement à la fédération du troisième âge, Mike décide de convaincre la première femme new-yorkaise ayant voté de se prononcer pour le maire. | 16 février 2000   |
|    |                                               |                    |                           | |                   |
| 17 | Le petit ami de mon ami est mon ami           | Andy Cadiff        | Dawn Urbont               | Carter est amoureux d'Alex mais Mike ne l'apprécie guerre. Il le trouve trop prétentieux, trop sûr de lui. Caitlin lui conseille de faire un effort, d'apprendre à mieux le connaitre. | 23 février 2000   |
|    |                                               |                    |                           | |                   |
| 18 | L'homme qui murmurait à l'oreille des cochons | Andy Cadiff        | Jay Scherick, David Ronn  | Un disque de rap est sorti, contenant des extraits d'un discours du maire. Paul se demande si, avant Claudia, il n'aurait pas eu une nuit d'amour avec Deirdre. James prend part à un concours d'élevage de cochons. | 8 mars 2000       |
|    |                                               |                    |                           | |                   |
| 19 | Le maire fait du vélo                         | Andy Cadiff        | Tim Hobert, Jon Pollack   | Le maire réagit étrangement à l'annonce de la mort de son père. La boule magique de Paul devient une véritable diseuse de bonne aventure à toute l'équipe, au grand regret de Carter. James pense avoir une relation avec Caitlin. | 2 mars 2000       |
|    |                                               |                    |                           | |                   |
| 20 | La Visite du président                        | David S. Rosenthal | Tad Quill                 | Le président doit rencontrer le maire de New-York. Caitlin, qui espérait le voir, est désappointée lorsque le maire préfère que Mike soit en sa compagnie durant cette rencontre. Dépitée, elle termine dans un bar en compagnie de Stuart. | 19 avril 2000     |
|    |                                               |                    |                           | |                   |
| 21 | Accident de bus                               | Andy Cadiff        | Philip Wen, Bill Callahan | Quand Mike est prêt à partir avec le maire en tournée électorale, Caitlin lui annonce son mariage avec son petit-ami, ce qui rend Mike furieux. | 26 avril 2000     |
|    |                                               |                    |                           | |                   |
| 22 | Confidences dans un avion                     | Andy Cadiff        | Jay Scherick, David Ronn  | Caitlin et Mike partent en déplacement afin d'assister à une conférence à San Francisco. | 3 mai 2000        |
|    |                                               |                    |                           | |                   |
| 23 | Le Bras Droit du maire est amoureux           | Andy Cadiff        | Philip Wen, Bill Callahan | Caitlin et Trevor sont sur le point de convoler dans la ville lumière. Mike décide de les suivre pour déclarer sa flamme à Caitlin. Au bureau, James voit rouge quand il apprend que le maire reçoit une décoration de guerre imméritée. De son côté, Stuart tente de convaincre Nikki de poser en maillot de bain pour le calendrier d'une œuvre de charité. | 10 mai 2000       |
|    |                                               |                    |                           | |                   |
| 24 | Abstinence                                    | Andy Cadiff        | Jill Cargerman            | Mike parie à Cailtin qu'il peut passer une semaine sans rapports. Cailtin ne va donc pas se laisser faire. | 17 mai 2000       |
|    |                                               |                    |                           | |                   |
| 25 | Adieu Mike (1/2)                              | Andy Cadiff        | Sarah Dunn                | Lorsque la presse découvre que le maire est lié à la mafia, Mike décide de se sacrifier pour sauver le reste du groupe. | 24 mai 2000       |
|    |                                               |                    |                           | |                   |
| 26 | Adieu Mike (2/2)                              | Andy Cadiff        | Bill Lawrence             | Il est temps pour Michael de démissionner de son poste à la mairie avant qu'il ne devienne écologiste. | 24 mai 2000       |
|    |                                               |                    |                           | |                   |

## Saison 5:2000-2001
| N° | Épisode                            | Réalisateur | Scénariste(s)                  | Résumé | Date originale    |
| -- | ---------------------------------- | ----------- | ------------------------------ | --- | ----------------- |
| 1  | Bonjour Charlie                    | Ted Wass    | Tom Hertz                      | C'est le jour de la conférence de presse qui annonce la nomination de Charlie Crawford comme nouvel adjoint au maire de New-York. De son côté, Caitlin commence à remarquer que Charlie va lui mener la vie dure au boulot. | 18 octobre 2000   |
|    |                                    |             |                                | |                   |
| 2  | Souriez                            | Ted Wass    | Chris Henchy                   | Quand le dentiste du Maire décède, Charlie doit en trouver un nouveau avant la séance photo de son patron. Pendant ce temps, Caitlin engage un nouvel assistant plutôt beau gosse. | 25 octobre 2000   |
|    |                                    |             |                                | |                   |
| 3  | Charlie prend des cours d'espagnol | Ted Wass    | Bill Callahan, Phillip Wen     | Charlie craint que les médias ne révèlent un secret embarrassant. N'ayant jamais été un grand passionné des études, il va bientôt devoir retourner à l'école. | 1er novembre 2000 |
|    |                                    |             |                                | |                   |
| 4  | Histoire d'os                      | Ted Wass    | Jon Pollack, Tim Hobert        | Caitlin se voit offrir une chance de devenir célèbre. Stuart et Paul essaient de travailler ensemble. | 8 novembre 2000   |
|    |                                    |             |                                | |                   |
| 5  | Crise de foi                       | Ted Wass    | Michelle Nader                 | Caitlin essaye de prouver à tout le monde qu'elle est drôle après qu'un aveugle lui a dit qu'elle ne l'était pas. De son côté, Charlie ruine accidentellement le mariage de Paul. Quant au Maire, il a décidé qu'il lui fallait croire en quelque chose et fait des recherches sur les religions. | 15 novembre 2000  |
|    |                                    |             |                                | |                   |
| 6  | Des ballons au-dessus de Broadway  | Ted Wass    | Tad Quill                      | Une étrange urgence de dernière minute met en suspens les projets de vacances des membres de l'équipe du maire. En effet, des ballons géants ont été perdus au-dessus de Broadway. | 22 novembre 2000  |
|    |                                    |             |                                | |                   |
| 7  | L'Amie de Caitlin                  | Ted Wass    | Bonnie Schneider, Hadley Davis | Charlie prend une dose d'un médicament qui lui a été donnée par une femme. Paul, Carter et Stuart rivalisent pour accompagner le maire à la Nouvelle-Orléans. | 29 novembre 2000  |
|    |                                    |             |                                | |                   |
| 8  | Tout va de travers                 | Ted Wass    | Stacy Traub                    | Charlie a pour mission de réparer les gaffes de son patron. | 6 décembre 2000   |
|    |                                    |             |                                | |                   |
| 9  | Les Hamburgers de la colère        | Ted Wass    | Mark Torgove, Paul A. Kaplan   | Caitlin a des problèmes pour gérer sa nouvelle vie de célibataire. Pour l'aider, elle fait appel à un expert : Paul. | 13 décembre 2000  |
|    |                                    |             |                                | |                   |
| 10 | Distribution de jouets             | Ted Wass    | Chris Henchy                   | Jaloux de l'attention que Charlie reçoit, le maire s'adresse à Paul et Stuart afin d'organiser une séance photo pour Noël. Pendant ce temps, Carter persuade Caitlin de le rejoindre pour l'aider dans une maison de retraités. | 20 décembre 2000  |
|    |                                    |             |                                | |                   |
| 11 | Paul déménage                      | Ted Wass    | Tim Hobert, Jon Pollack        | En conflit avec son amie Claudia, Paul décide de déménager et de s'installer dans le dortoir d'un collège. De son côté, Caitlin essaie de faire de nouvelles rencontres afin de mieux vivre sa rupture avec Mike. Mais elle n'a pas beaucoup de chance. Le maire, quant à lui, fait construire une rampe d'accès pour handicapés après s'être fait arrêter alors qu'il se garait sur un espace réservé à ces derniers. | 10 janvier 2001   |
|    |                                    |             |                                | |                   |
| 12 | Bonjour Judith                     | Ted Wass    | Paul A. Kaplan, Mark Torgove   | La relation entre Charlie et le Maire atteint un point critique quand la petite amie de ce dernier, Judith, se retrouve impliquée dans une question politique qui concerne le City Hall. Stuart obtient l'aide de Barry Melrose pour s'entraîner au hockey afin de gagner un million de dollars. | 17 janvier 2001   |
|    |                                    |             |                                | |                   |
| 13 | Le Flambeur                        | Ted Wass    | Philip Wen, Bill Callahan      | Quand Stuart, Paul et Carter demandent à Charlie de venir jouer avec eux lors de leur nuit de poker, il décide finalement d'accepter mais ne précise pas que c'est un ancien accro au jeu. Rapidement, Charlie récupère ses anciennes habitudes. | 24 janvier 2001   |
|    |                                    |             |                                | |                   |
| 14 | Avoir un bon copain                | Ted Wass    | Michelle Nader                 | Alors qu'un ami de Charlie se met à convoiter Caitlin, Charlie fait tout pour les séparer. Carter aide Paul à gagner l'attention d'une nouvelle jolie petite employée de mairie. | 7 février 2001    |
|    |                                    |             |                                | |                   |
| 15 | La Conseillère en image            | Ted Wass    | Bill Callahan, Philip Wen      | Les sondages montrent que le taux de popularité du maire auprès des femmes n'est pas très élevé. Caitlin engage donc une consultante en image qui se rend rapidement compte que ce n'est pas le maire qui a un problème avec les femmes mais bien son assistant Charlie. | 14 février 2001   |
|    |                                    |             |                                | |                   |
| 16 | Panne de métro                     | Ted Wass    | Jon Pollack, Tim Hobert        | Charlie fait un effort surhumain pour se convaincre de son nouvel amour. Carter s'en remet à Paul pour lui obtenir une réservation dans un restaurant chic. | 21 février 2001   |
|    |                                    |             |                                | |                   |
| 17 | La fille du maire s'émancipe       | Ted Wass    | Peter Schneider                | Charlie hésite entre son célibat et son intérêt pour Julia. | 28 février 2001   |
|    |                                    |             |                                | |                   |
| 18 | Machisme ambulant                  | Ted Wass    | Mark Torgove, Paul A. Kaplan   | Le maire emploie Paul pour un tournoi père/fils de golf. De son côté, Stuart a un nouveau boulot : écrire des scénarios de films pornos. | 25 avril 2001     |
|    |                                    |             |                                | |                   |
| 19 | Charlie, roi du baseball           | Ted Wass    | Philip Wen, Bill Callahan      | Charlie a la possibilité de réaliser un de ses plus grands rêves. Paul se paie les services d'un garde du corps pour se protéger des brimades de Stuart. | 2 mai 2001        |
|    |                                    |             |                                | |                   |
| 20 | Science Friction                   | Ted Wass    | Reese Bryant                   | Charlie saisit l'occasion d'être sous les feux de la rampe. Un riche jeune diplômé gagne le cœur de Caitlin. | 9 mai 2001        |
|    |                                    |             |                                | |                   |
| 21 | La Petite Sœur de Carter           | Ted Wass    | Bonnie Schneider, Hadley Davis | Caitlin fait tout pour que son nouveau petit ami et Charlie s'entendent bien. Stuart et Paul sont convaincus que Carter a décidé d'être hétéro. | 16 mai 2001       |
|    |                                    |             |                                | |                   |
| 22 | Un coup de feu dans la nuit (1/2)  | Ted Wass    | Paul A. Kaplan, Mark Torgove   | Caitlin met sa relation avec Tim entre parenthèses quand elle apprend que Charlie a été sérieusement touché lors d'une fusillade. | 23 mai 2001       |
|    |                                    |             |                                | |                   |
| 23 | Un coup de feu dans la nuit (2/2)  | Ted Wass    | Tim Hobert, Jon Pollack        | La blessure de Charlie n'était que de la frime. | 23 mai 2001       |
|    |                                    |             |                                | |                   |

## Saison 6:2001-2002
| N° | Épisode                                | Réalisateur | Scénariste(s)                   | Résumé | Date originale    |
| -- | -------------------------------------- | ----------- | ------------------------------- | --- | ----------------- |
| 1  | Le Revenant                            | Ted Wass    | Tom Hertz                       | Alors que Charlie met le paquet pour séduire Caitlin, Michael Flaherty apparait pour la plus grande joie de tout l'équipe. | 25 septembre 2001 |
|    |                                        |             |                                 | |                   |
| 2  | Un arbre tombe à Manhattan             | Ted Wass    | Jon Pollack                     | Un scandale éclate lorsque le maire abat un arbre en face de Gracie Mansion, afin d'attirer l'attention de sa bien-aimée. Charlie et Caitlin sont toujours en train de déterminer si ou non leur histoire rime à quelque chose. Mike annonce son retour dans l'équipe ainsi que sa rupture avec sa fiancée | 25 septembre 2001 |
|    |                                        |             |                                 | |                   |
| 3  | Mike se marie                          | Ted Wass    | Tim Hobert                      | Mike prend la place de Charlie, mais ce dernier le convainc d'essayer de reprendre le dialogue avec Alison | 2 octobre 2001    |
|    |                                        |             |                                 | |                   |
| 4  | L'Appartement                          | Ted Wass    | Michelle Nader                  | La relation que le maire entretient avec Claire commence à affecter ses chances de réélection. Il est contraint de trouver un lieu plus discret pour la voir : l'appartement de Charlie par exemple. Caitlin assiste à la toilette d'un bébé et est submergée par le désir de devenir maman. Cependant, les responsabilités que cela engendrent lui font peur. Carter lui propose une expérience maternelle unique : s'occuper de son chien Rags pendant toute une journée. | 9 octobre 2001    |
|    |                                        |             |                                 | |                   |
| 5  | Tous les coups sont permis             | Ted Wass    | Chris Henchy                    | La campagne de réélection du maire est mise à mal lorsque son opposant, Julian Wheeler, a recours à de la politique de bas étage. Afin de contrattaquer, Charlie et Caitlin le suivent et prennent des photos très risquées de lui et de sa maitresse. | 16 octobre 2001   |
|    |                                        |             |                                 | |                   |
| 6  | Qui est le père ?                      | Ted Wass    | Bill Callahan & Philip Wen      | Winston engage une conseillère pour sa campagne électorale mais cette dernière s'avère être également médium. Alors que Stuart est de plus en plus impliqué dans sa relation avec Michelle, la jeune femme tente de savoir si elle est déjà enceinte à la suite de l'insémination artificielle. | 23 octobre 2001   |
|    |                                        |             |                                 | |                   |
| 7  | On ne couche pas avec l'ennemi         | Ted Wass    | Mark Torgrove & Paul A. Kaplan  | Charlie reprend sa relation avec Jennifer, la chef de campagne de l'opposition. Le maire lui demande d'y mettre fin, mais Charlie ne peut s'y résoudre. Un jour, le maire rend une visite surprise à Charlie et lui fait une importante confidence. Or, ignorant que Jennifer est cachée, celle-ci entend tout. | 6 novembre 2001   |
|    |                                        |             |                                 | |                   |
| 8  | Ma petite amie aime les femmes         | Ted Wass    | Stacy Traub                     | Charlie et Jennifer fêtent leur premier mois de relation, quand Jennifer révèle que sa précédente histoire amoureuse était avec une femme. Charlie trouve cela assez excitant, jusqu'à ce qu'il suspecte un flirt entre Jennifer et Caitlin. Quand il les aperçoit en train de s'embrasser sur la bouche, son sang ne fait qu'un tour. Il devient fou de jalousie. | 6 novembre 2001   |
|    |                                        |             |                                 | |                   |
| 9  | Marie-toi ma fille                     | Ted Wass    | Bonnie Schneider & Hadley Davis | La mère de Caitlin, Jane, lui rend visite. Caitlin lui annonce qu'elle a un petit ami, et s'empresse d'enrôler Charlie. | 13 novembre 2001  |
|    |                                        |             |                                 | |                   |
| 10 | La campagne électorale se muscle       | Ted Wass    | Mark Torgrove & Paul A. Kaplan  | L'opposant au maire se voit contraint de se retirer pour les élections à la suite d'une crise cardiaque. Mais c'est son épouse qui décide de prendre sa place et qui devient rapidement populaire dans les sondages. | 20 novembre 2001  |
|    |                                        |             |                                 | |                   |
| 11 | Le Jour des élections                  | Ted Wass    | Philip Wen & Bill Callahan      | Charlie met en péril sa relation avec Jennifer lorsqu'il se rend compte qu'il tient beaucoup plus à son équipe qu'à elle. Pendant ce temps le maire fait sa demande en mariage à Claire mais cette dernière refuse. | 27 novembre 2001  |
|    |                                        |             |                                 | |                   |
| 12 | Le Nouveau Bureau                      | Ted Wass    | Tim Hobert                      | Stuart se rend compte qu'il est amoureux de Michelle. Quant à Charlie, il doit trouver la personne de son équipe qui mérite le plus un nouveau bureau. | 11 décembre 2001  |
|    |                                        |             |                                 | |                   |
| 13 | Le Cœur de ma mère                     | Ted Wass    | Jon Pollack                     | Caitlin trouve l'amour auprès de Tom, un homme plus âgé dont la fille sort avec Charlie. Pendant ce temps, le Maire est déprimé par l'anniversaire de la mort de sa mère mais Carter le présente à Christine. Cependant, lorsque Carter révèle au Maire que Christine est la receveuse du cœur de sa mère, leur relation change. | 8 janvier 2002    |
|    |                                        |             |                                 | |                   |
| 14 | La Mort du petit chien                 | Ted Wass    | Mark Torgrove & Paul A. Kaplan  | Caitlin fait une surprise à Charlie en invitant son père, Ray, pour son anniversaire. Mais personne ne sait que Ray est en réalité un escroc qui a abandonné Charlie alors qu'il était encore enfant. Pendant ce temps, Paul essaye de réconforter Carter depuis que Rags, son chien, est mort. | 5 mars 2002       |
|    |                                        |             |                                 | |                   |
| 15 | On ne touche pas à la nièce du maire ! | Ted Wass    | Michelle Nader                  | La nièce du maire, Stéphanie, vient lui rendre visite au bureau. Directement, le courant passe bien entre Charlie et Stéphanie jusqu'à ce qu'il découvre qui elle est. Un peu plus tard, Charlie et Caitlin sont retrouvés dans une position compromettante dans la chambre du Maire en tentant de couvrir Stéphanie. | 12 mars 2002      |
|    |                                        |             |                                 | |                   |
| 16 | Le maire a des insomnies               | Ted Wass    | Chris Henchy                    | Carter est appelé pour une réunion imprévue, il laisse à Charlie le soin de s'occuper de Spencer, un jeune garçon de 16 ans. Mais comme Charlie a déjà un rendez-vous de prévu, il ne voit pas d'autre solution que d'emmener Spencer avec lui. Pendant ce temps, le maire est torturé par un sentiment de culpabilité qui provoque chez lui des insomnies. | 19 mars 2002      |
|    |                                        |             |                                 | |                   |
| 17 | C'est plus de ton âge                  | Ted Wass    | Hugh Webber                     | Charlie a du mal à tenir la distance avec Tracy, sa nouvelle petite amie de 23 ans. En effet, elle sort tous les soirs et Charlie fatigue. Caitlin et Paul les rejoignent en boite de nuit, mais ils sont tous arrêtés par la police quand un ami de Tracey se fait contrôler en possession de Marijuana. | 26 mars 2002      |
|    |                                        |             |                                 | |                   |
| 18 | Retour dans le passé                   | Ted Wass    | Bill Callahan & Philip Wen      | Caitlin se remémore une fête de lycée. À l'époque, elle connaissait Charlie et elle se rappelle qu'il fut la raison pour laquelle elle a perdu ce qui aurait pu être la meilleure relation de sa vie. Caitlin se rend compte que Tom n'est peut-être pas le bon et elle finit par embrasser Charlie. Pendant ce temps, lors d'une soirée de charité, Paul essaye de séduire une femme dont l'amie a des vues sur Carter qui est gay.                                        | 9 avril 2002      |
|    |                                        |             |                                 | |                   |
| 19 | Caitlin, va chez le psy !              | Ted Wass    | Stacy Traub                     | Caitlin est chamboulée par le baiser qu'elle a échangé avec Charlie. Elle cherche conseil auprès d'un psy. Par ailleurs, le maire décide d'offrir au personnel de la mairie un téléphone palm, ce qui permet à Charlie d'avoir accès aux conversations privées entre Caitlin et son psy. | 16 avril 2002     |
|    |                                        |             |                                 | |                   |
| 20 | Allons-y, n'en parlons plus            | Ted Wass    | Hadley Davis & Bonnie Schneider | Caitlin met un terme à sa relation avec Tom et fait savoir à Charlie qu'elle serait intéressée par un rendez-vous avec lui. Lorsqu'ils sortent ensemble, les choses paraissent bizarres jusqu'à ce qu'ils finissent à deux dans le même lit. Pendant ce temps, le maire engage Pete afin de remplacer Stuart pendant son absence. Mais Paul et Carter le considèrent comme une menace.                                                                                      | 23 avril 2002     |
|    |                                        |             |                                 | |                   |
| 21 | Villes jumelées                        | Ted Wass    | Reese Bryant                    | Charlie et Caitlin essayent tant bien que mal de se sentir en sécurité dans leur vie de couple. Alors que Charlie minimise l'importance d'une rencontre avec l'une de ses ex, Caitlin accompagne pour un dîner d'affaires l'un des dix plus beaux hommes de New York afin de rendre Charlie jaloux. | 30 avril 2002     |
|    |                                        |             |                                 | |                   |
| 22 | Caméra de surveillance                 | Ted Wass    | Tom Hertz & Bill Lawrence       | Charlie et Caitlin se font surprendre par une caméra de surveillance alors qu'ils font l'amour dans le bureau du maire. La candidature d'adoption de Carter est enfin retenue. Il est papa, mais déchante lorsqu'il s'aperçoit que Paul est plus à l'aise que lui avec le bébé. | 30 avril 2002     |
|    |                                        |             |                                 | |                   |